# Sinfonia n.º 4 (Beethoven)
A Sinfonia n.° 4, Em Si Bemol Maior, Opus 60 foi escrita por Ludwig van Beethoven no verão de 1806. Está dedicada ao Conde Franz von Oppersdorff.

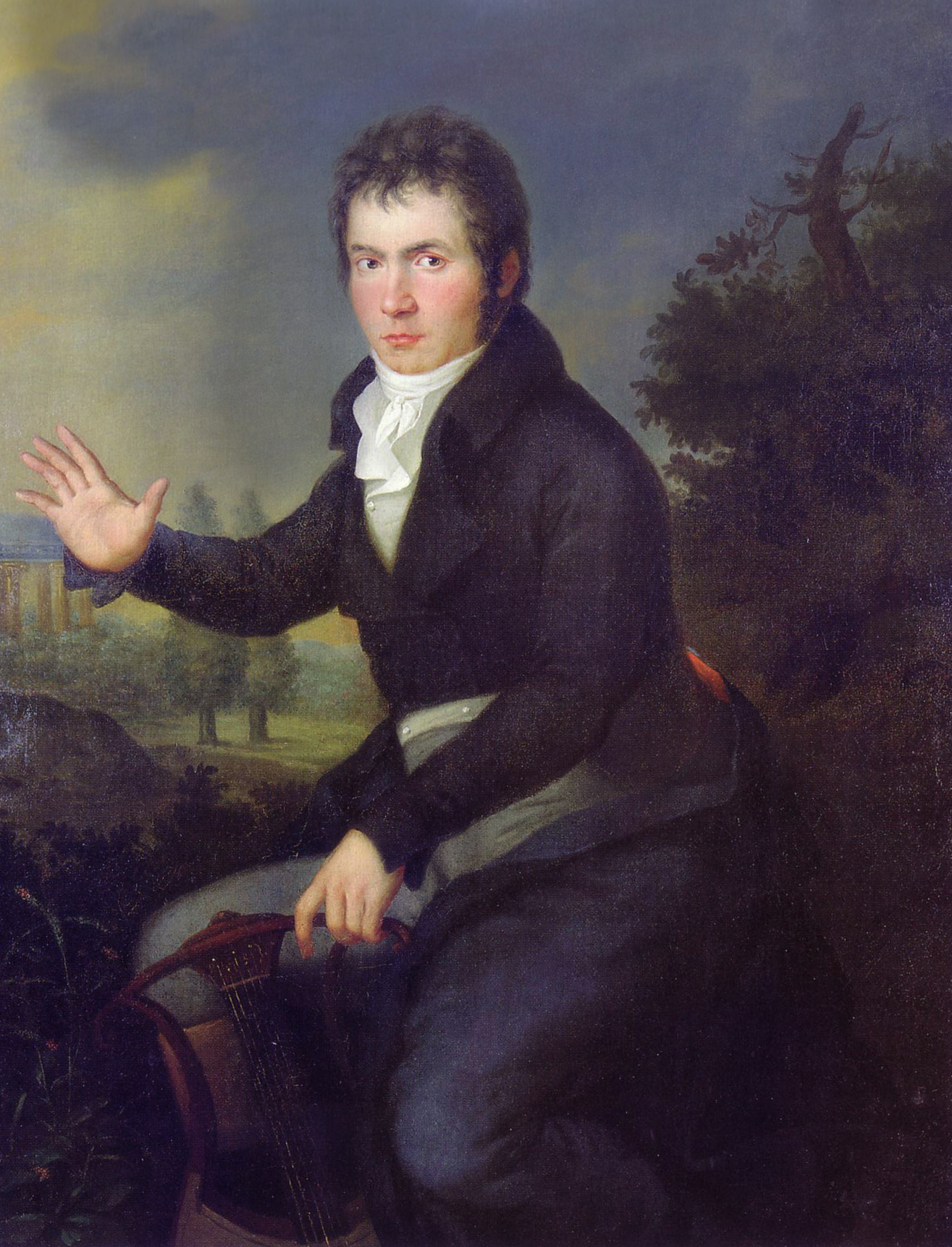
Retrato de Beethoven em 1804, três anos antes da composição de sua quarta sinfonia

## Dedicatória e estreia
Beethoven dedicou a obra ao conde Von Oppersdorff, o qual, alguns anos atrás, fora à casa do príncipe Karl Lichnowsky, sendo parente do mesmo, e ouviu a Sinfonia n.° 2. Oppersdorff gostou tanto da peça que ofereceu a Beethoven uma grande quantia em dinheiro, para que compusesse uma sinfonia para ele. A obra foi estreada em março de 1807 na casa do príncipe Franz Joseph von Lobkowitz, sob regência do próprio compositor. Sua segunda apresentação deu-se a 15 de novembro do mesmo ano no Burgtheater, em Viena. A partitura possui uma dedicatória "ao nobre conde silesiano Franz von Oppersdorff". Robert Schumann referiu-se à sinfonia como "uma esbelta donzela grega entre os gigantes nórdicos".

## Instrumentação e movimentos
A orquestra descrita para a sinfonia compõe-se de uma flauta, 2 oboés, 2 clarinetes em si bemol, 2 fagotes, 2 trompas em si bemol e mi bemol, 2 trompetes em si bemol e mi bemol, tímpanos e cordas (violinos I e II, violas, violoncelos e contrabaixos).
Os movimentos são quatro:
1. Adagio-Allegro vivace
2. Adagio
3. Menuetto: Allegro vivace-Trio: un poco meno Allegro
4. Allegro ma non troppo